# Zodariellum volgouralensis
Zodariellum volgouralensis là một loài nhện trong họ Zodariidae.
Loài này thuộc chi Zodariellum. Zodariellum volgouralensis được A. V. Ponomarev miêu tả năm 2007.